# 사회보수주의
사회보수주의(영어: social conservatism, 한자: 社會保守主義)는 의무, 전통적 관념, 보수적 체계로써 사회의 안정을 유지할 것을 주장하는 정치적 사상이다. 사회 보수가 지향하는 사회 또는 철학적인 면에서의 특별한 '개혁적' 뜻은 없으며, 도덕과 전통적인 가족 가치에 대한 지원 등의 사회 보수의 의미로 대표적으로 나타난다. 사회보수주의는 나라에 따라서 그 의미가 달라지나 적어도 대다수가 준수하는 일반 원칙을 유지한다는 공통점이기 때문에 전 세계의 모든 보수주의 정당이 공통으로 가지고 있는 정치 형태라고도 할 수 있다.
사회보수주의는 20세기 초반에 유럽에서 기독교 성향의 보수적 노동자들에 의해 주창되었으며, 현대적인 의미에서의 사회보수주의는 20세기 후반 미국에서 처음으로 나타났다.

## 개요
유럽권에서 처음으로 나타났던 고전적인 의미의 사회보수주의는 당시 보수주의의 초점이 기득권층에 맞춰졌다는 이유 때문에 기독교 성향이 있는 노동당계 정당들이 처음으로 주창했다. 여기서 이들은 기독교에 근거한 사회복지 실현, 자유주의를 제창했다. 이 때문에 유럽에서는 사회보수주의가 종종 자유보수주의와 동의어로 사용된다.
20세기 중반에서 후반 동안 미국에서 전통 가치를 보존하기 위한 개념의 법안이 점차 연방 입법회의와 미국 연방 대법원에서 나타나므로 이상적인 많은 사회-철학적 보수주의 현상이 보이게 되었다. 그리고 이것을 총칭 '사회적 보수주의' 내지는 '사회 보수'로 명명했다. 이것은 연방 정부 차원에서 전통 가치를 보존하기 위해 만들어졌으며, 이 사상은 일반적으로 국민 절대다수에게 사회 변화 현상에 대해서 의구심을 품는 행위를 가져오게 하였다.
사회보수주의는 유럽권에서는 종종 자유보수주의와 동의어로 사용된다. 일부는 문화적 보수주의와 동의어로 혼용하기도 하지만 정치, 사회, 철학적인 면에서의 보수를 제창하는 사회보수주의는 특정 문화를 꺼려 자국 문화 보수를 옹호하는 문화적 보수주의와 다르다고 할 수 있으며, 넓게 보자면 사회보수주의는 이 문화적 보수주의를 포괄하는 광범위한 보수주의이다. 또한, 수많은 사회보수주의 정당은 진정한 의미에서의 시장 경제와 공정무역의 균형을 지원한다. 남미의 사회보수주의는 주로 기독교 민주주의 정당들이 추구하며, 경제적 자유주의를 추구하는 보수주의와는 차이가 있으며, 사회민주주의와 유사한 면이 많다. 
다만 현대적 용법으론 단순히 사회문화적으로 보수적이다라는 의미로만 사용되기도 한다. 즉 사회보수주의를 내세우는 정당이 복지정책에 반대하고 경제적 자유주의와 재정보수주의를 추구할 수도 있다.

### 사회보수주의와 타 사상 간의 관계

#### 기독교 우파와의 관계
기독교 우파와 사회보수주의의 공통점은 복지에 대한 이 문제는 전통적인 관습에서 찾기 때문에 종종 종교 시설에 기초를 가진다는 점이다. 예를 들면 바이에른의 기독교 사회 연합당(EU)의 자선 종교 활동과 호주의 가족이 우선당의 종교적 복지 활동, 미국의 그리스 정교회 보수파의 공동체주의적 종교 자선 복음 활동이 있다.

#### 재정보수주의와의 관계
사회보수주의의 재정적 관점은 재정적 자유주의 또는 재정적 보수주의 사이의 의견을 지향하며 이것은 마이크 허카비에 의해 논의된 적이 있었다.

#### 고보수주의와의 관계
고보수주의 간의 관계에서 사회보수주의와 고보수주의는 기존 사회 형태의 유지를 옹호한다는 점에서 공통점을 가졌지만, 고보수주의는 복지주의가 복지병을 일으킨다는 점에서 반대한다.

## 같이 보기
- 사회보수주의 정당 목록
- 전통적 보수주의
- 전통주의 가톨릭
- 기독교 우파
- 이슬람주의
- 고보수주의
- 국민보수주의
- 문화보수주의
- 사회자유주의